# Pine Hut Creek
Pine Hut Creek är ett vattendrag i Australien. Det ligger i delstaten South Australia, omkring 72 kilometer nordost om delstatshuvudstaden Adelaide.
Omgivningarna runt Pine Hut Creek är i huvudsak ett öppet busklandskap. Trakten runt Pine Hut Creek är nära nog obefolkad, med mindre än två invånare per kvadratkilometer. Genomsnittlig årsnederbörd är 419 millimeter. Den regnigaste månaden är juli, med i genomsnitt 68 mm nederbörd, och den torraste är december, med 8 mm nederbörd.